# Margit Czernetz
Margit Czernetz (* 25. September 1910 als Margit Kohn in Wien, Österreich-Ungarn; † 2. Jänner 1996 ebenda) war eine österreichische Politikerin (SPÖ) und Widerstandsaktivistin.

## Leben
Margit Kohn wuchs in Wien-Leopoldstadt mit acht Geschwistern auf beengtem Raum auf. Die jüdischstämmige Familie war vor ihrer Geburt aus Ungarn eingewandert. Margit erlernte den Beruf der Wäsche-Näherin, bereits in jungen Jahren trugen die Kinder zum Familieneinkommen bei.
Im Alter von 15 Jahren entfachte die Lektüre von Upton Sinclairs Büchern ihr Interesse an der Politik. Als sie versuchte, Bücher aus Arbeiterbibliotheken auszuleihen, wurde das von der Bezirksgruppe Leopoldstadt der Sozialdemokratischen Arbeiterpartei mit Verweis auf ihr Alter abgelehnt. Es wurde ihr jedoch geraten, Mitglied bei der Sozialistischen Arbeiter-Jugend zu werden. Durch den Beitritt zu SAJ und SPÖ 1926 erhielt sie Zugang zu den Arbeiterbüchereien. In der Folge wurde sie Bildungsreferentin in der Bezirksgruppe.
Da es aufgrund der Weltwirtschaftskrise viele arbeitslose Jugendliche gab, schuf die Arbeiterkammer 1932 mehrere „Jugend in Not“-Tagesheime, um diese nachmittags zu unterstützen und zu betreuen. Kohn wurde wegen ihrer leitenden Funktion in der Arbeitsjugend im 2. Bezirk gebeten, die Leitung eines dieser Tageszentren in der Zirkusgasse zu übernehmen. Hier konnten 60 bis 100 Mädchen und Frauen unter 25 Jahren einen beheizten Raum, Suppe und Brot sowie Spiele und Lichtbildvorträge vorfinden.
Nach einer Ausbildung als Kinderkrankenpflegerin im Mautner-Markhof-Kinderspital fand Kohn eine Anstellung im Rothschild-Spital.
Nach dem Verbot der Sozialdemokratischen Arbeiterpartei 1934 (Februarkämpfe) engagierte sich Kohn in der Splittergruppe „Funke“. Später war sie für die Revolutionären Sozialisten im Untergrund tätig. Hier war sie Kontaktperson zwischen den in Österreich agierenden Illegalen und dem Auslandsbüro der österreichischen Sozialdemokraten (ALÖS) in Brünn. Wie bereits in der SPÖ Leopoldstadt arbeitete sie hier eng mit ihrem späteren Mann, Karl Czernetz, zusammen.
Im Oktober 1938, wenige Monate nach dem Anschluss Österreichs durch das Deutsche Reich, flüchtete Kohn in das Vereinigte Königreich. 1939 heiratete sie dort Karl Czernetz und nahm seinen Nachnamen an. Aufgrund der allgemeinen Internierung österreichischer Staatsbürger musste Margit Czernetz den Sommer 1940 in Haft im Rushen Camp auf der Isle of Man verbringen. Ab 1941 arbeitete sie im Austrian Labour Club, ihren Lebensunterhalt verdiente sie als Maschinistin.
Im November 1945 ermöglichte gemeinsamer Druck von Labour Party und SPÖ, dass 17 sozialistische Exilanten nach Österreich zurückkehren konnten, darunter das Ehepaar Czernetz.
Margit Czernetz engagierte sich nach ihrer Rückkehr in der SPÖ Neubau, wo sie 1948 eine Bildungseinrichtung namens "Morgenröte" – Vorläuferin der 1953 gegründeten "Kulturgemeinde Neubau" – ins Leben rief, 1949 Vorsitzende des Bildungsausschusses, 1951 Mitglied des Bezirksvorstandes und 1960 Vorsitzende der Frauenorganisation wurde.

## Rezeption und Nachwirken
2022 wurde die Donaukanalpromenade zwischen Siemens-Nixdorf-Steg und Rossauer Brücke nach Margit Czernetz benannt.